# Enrico Simonetti
Pour les articles homonymes, voir Simonetti.
Enrico Simonetti, né à Alassio le 29 janvier 1924 et mort le 28 mai 1978 à Rome, est un pianiste,  chef d'orchestre, arrangeur, compositeur, comédien et présentateur de télévision italien.
Artiste complet, il est devenu une célébrité de la télévision italienne dans les années 1960 et 1970, dans la lignée des musiciens Gorni Kramer et Lelio Luttazzi.

## Biographie

### Premiers pas
Depuis son enfance, Simonetti est passionné de musique. Il commence à jouer du piano à l'âge de 4 ans. Enfant prodige, il participe à des petits concerts et spectacles. Simonetti étudie la musique au Conservatoire Sainte-Cécile de Rome. Amoureux de la musique noire américaine, il fonde au début des années 1950 un groupe de jazz avec Piero Piccioni et Bruno Martino, avec lesquels il se produit dans les boîtes de nuit les plus importantes de l'époque. 

### Carrière brésilienne
En 1952, il s'installe avec sa famille à São Paulo au Brésil, où il connaît rapidement le succès en tant que musicien, compositeur et animateur de télévision. Il a son propre programme sur TV Excelsior, le Simonetti Show. En 1956, il rejoint le label discographique RGE en tant que directeur musical, arrangeur et chef d'orchestre. Dans ces fonctions, il participe notamment aux premiers albums de la chanteuse brésilienne Maysa. À partir de la fin des années 1950, toujours chez RGE, il se spécialise dans la bossa nova, le nouveau genre musical créé par Antônio Carlos Jobim et João Gilberto, ce qui fait de lui un des pionniers de l'interprétation de ce style.  

### Carrière italienne

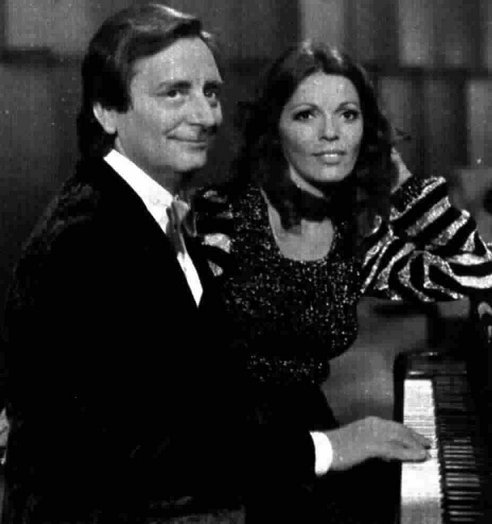
Enrico Simonetti et Valeria Fabrizi participant à un programme télévisé.

Simonetti décide de retourner vivre en Italie en 1963. À son arrivée, il prend la direction musicale de la maison de disques Fonit Cetra. Il commence aussi à travailler pour la Rai. Au fil des années, il participe à de nombreux programmes populaires tels que Lei non si preoccupi (it), Aiuto è vacanza (it) avec Isabella Biagini et L'amico della notte (it). Il assure également la direction d'orchestre dans plusieurs shows télévisés du samedi soir comme Senza rete (it), Canzonissima 1972 (it) et Formula due (it) avec Loretta Goggi et Alighiero Noschese. En 1977, Il dirige l'orchestre dans le programme Scuola serale per aspiranti italiani (it) réalisé par Anna Mazzamauro.
En parallèle à sa carrière télévisuelle, Simonetti se consacre à l'écriture de musiques de films. Sa composition la plus célèbre dans ce domaine est le thème du générique de la mini-série télévisée Gamma, réalisée en 1975 par Salvatore Nocita : cette musique a occupé la première place des 45 tours les plus vendus en Italie pendant plusieurs semaines. Il travaille également comme arrangeur musical pour des artistes tels que Milva, Bruno Martino ou Bruno Lauzi.
Enrico Simonetti a aussi participé en tant qu'acteur à plusieurs films, dont Le Temps des amants en 1968, Ah ! mon petit puceau ! en 1975 et Ridendo e scherzando en 1978, dont il a également composé la bande originale. 

### Mort
Simonetti décède dans une clinique romaine le 28 mai 1978 à l'âge de 54 ans, des suites de complications consécutives à une opération chirurgicale visant à enlever une tumeur à la gorge. Après sa mort, sa famille déclare à la télévision italienne qu'elle n'avait pas réussi à joindre les spécialistes qui s'occupaient de lui, alors que l'état de Simonetti s'aggravait. En mai 1984, les deux médecins qui soignaient Simonetti furent condamnés pour homicide involontaire à respectivement 8 et 10 mois de prison, et à payer un total de 70 millions de lires d'indemnités à la famille de Simonetti.

## Vie privée
Il est le père de Claudio Simonetti, lui-même claviériste et compositeur, qui est connu pour avoir écrit, avec son groupe de rock Goblin, les bandes originales de plusieurs films de Dario Argento, dont Les Frissons de l'angoisse et Suspiria.

## Hommages
- Enrico Simonetti a été fait citoyen d'honneur du Brésil
- La ville d'Alassio lui a dédié l'auditorium du Parc de San Rocco[7].

## Discographie partielle

### Albums studio
- 1955 : Mùsica das Esferas (Polydor)[3]
- 1956 : Agostinho dos Santos (Polydor)
- 1958 : Convite para ouvir Maysa nº 2 (RGE)
- 1960 : Samba 707 (RGE)
- 1961 : Dick Farney Show (RGE)
- 1963 : Bossa nova em Hollywood (RGE)
- 1970 : Enrico Simonetti e la sua orchestra (RCA)
- 1972 : Samba 100% (PDU (it))
- 1976 : Gamma (Cinevox Record/Fonit Cetra)

### Singles
- 1963 : Se Io Potessi / Senza Fine - Daniela Casa (Fonit)
- 1964 : L'ultimo tram / Sfere Impazzite - Milva (Cetra)[8]
- 1965 : Baciami per domani - Bruno Martino (Ariston Records (it))
- 1965 : Margherita / Se tu sapessi - Bruno Lauzi (CGD)
- 1975 : Blue Frog / Moonlight Fish (Harmony)

## Filmographie partielle

### Acteur
- 1967 : Una ragazza tutta d'oro (it), réalisé par Mariano Laurenti
- 1968 : Le Temps des amants, réalisé par Vittorio De Sica
- 1975 : Ah ! mon petit puceau !, réalisé par Marino Girolami
- 1975 : Son tornate a fiorire le rose, réalisé par Vittorio Sindoni
- 1978 : Ridendo e scherzando, réalisé par Vittorio Sindoni

### Compositeur
- 1953 : Uma Pulga na Balança (it), réalisé par Luciano Salce
- 1954 : Floradas na serra (it), réalisé par Luciano Salce
- 1957 : O Gato de Madame (it), réalisé par Agostinho Martins Pereira
- 1958 : Macumba, réalisé par Zygmunt Sulistrowski (pl)
- 1960 : Macumba Love (en), réalisé par Douglas Fowley
- 1961 : A Morte Comanda o Cangaço (pt), réalisé par Carlos Coimbra
- 1967 : Una ragazza tutta d'oro (it), réalisé par Mariano Laurenti
- 1973 : Meurtres à Rome, réalisé par Germán Lorente
- 1973 : Baciamo le mani, réalisé par Vittorio Schiraldi (it)
- 1973 : Kid il monello del West (it), réalisé par Tonino Ricci
- 1973 : Le Magnat, réalisé par Giovanni Grimaldi
- 1974 : Amore mio non farmi male, réalisé par Vittorio Sindoni
- 1974 : Verginità (it), réalisé par Marcello Andrei
- 1975 : Son tornate a fiorire le rose, réalisé par Vittorio Sindoni
- 1975 : Gamma, mini-serie télévisée réalisée par Salvatore Nocita
- 1975 : Ah ! mon petit puceau !, réalisé par Marino Girolami
- 1976 : Per amore di Cesarina (it), réalisé par Vittorio Sindoni
- 1976 : Perdutamente tuo... mi firmo Macaluso Carmelo fu Giuseppe, réalisé par Vittorio Sindoni
- 1976 : Spogliamoci così, senza pudor..., réalisé par Sergio Martino
- 1976 : La lycéenne se marie, réalisé par Marcello Andrei
- 1977 : Ride bene... chi ride ultimo, film à sketches réalisé par Vittorio Sindoni, Gino Bramieri, Pino Caruso et Walter Chiari
- 1977 : Che notte quella notte! (it) , réalisé par Ghigo De Chiara (it)
- 1978 : Ridendo e scherzando, réalisé par Vittorio Sindoni
- 1978 : Tanto va la gatta al lardo... , réalisé par Vittorio Sindoni

## Télévision
- 1965 : direction musicale de Chitarra amore mio (it) (diffusée sur la deuxième chaîne de la Rai)
- 1973 : direction musicale de Formula due (it) (diffusée sur la première chaîne de la Rai)

### Documents audiovisuels
- « Maysa - Cheiro de Saudade (Simonetti e Orquestra RGE) » [audio], Archiv Musik (2 min 29 s), 14 août 2015.
- « Saudades da Bahia · Simonetti e Orquestra RGE » [audio], The Orchard Enterprises (1 min 58 s), 9 juin 2011.
- « Daniela Casa - Se io potessi (orchestra Enrico Simonetti) » [audio], (2 min 55 s), 1963.